# Comuna Șpaniv
Șpaniv (în ucraineană Шпанів) este o comună în raionul Rivne, regiunea Rivne, Ucraina, formată din satele Hodosî, Hotîn, Malîi Oleksîn, Șpaniv (reședința), Velîkîi Oleksîn și Zoziv.

## Demografie
Componența lingvistică a comunei Șpaniv
     Ucraineană (98,4%)
     Rusă (1,49%)
     Alte limbi (0,06%)
Conform recensământului din 2001, majoritatea populației comunei Șpaniv era vorbitoare de ucraineană (98,4%), existând în minoritate și vorbitori de rusă (1,49%).